# Bugatti Veyron
Bugatti Veyron – hipersamochód produkowany pod francuską marką Bugatti  w latach 2005–2015.

## Historia i opis modelu

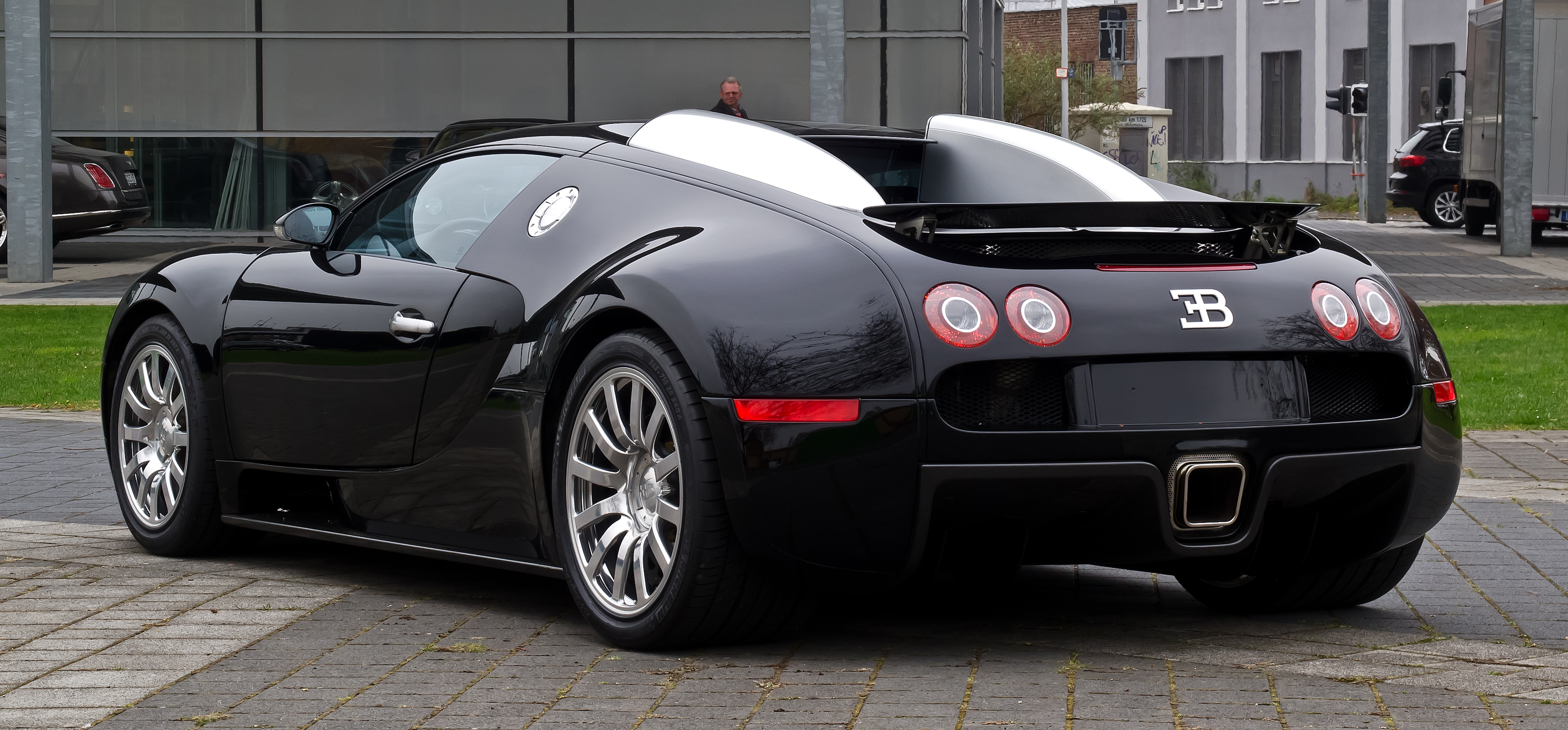
Bugatti Veyron - tył

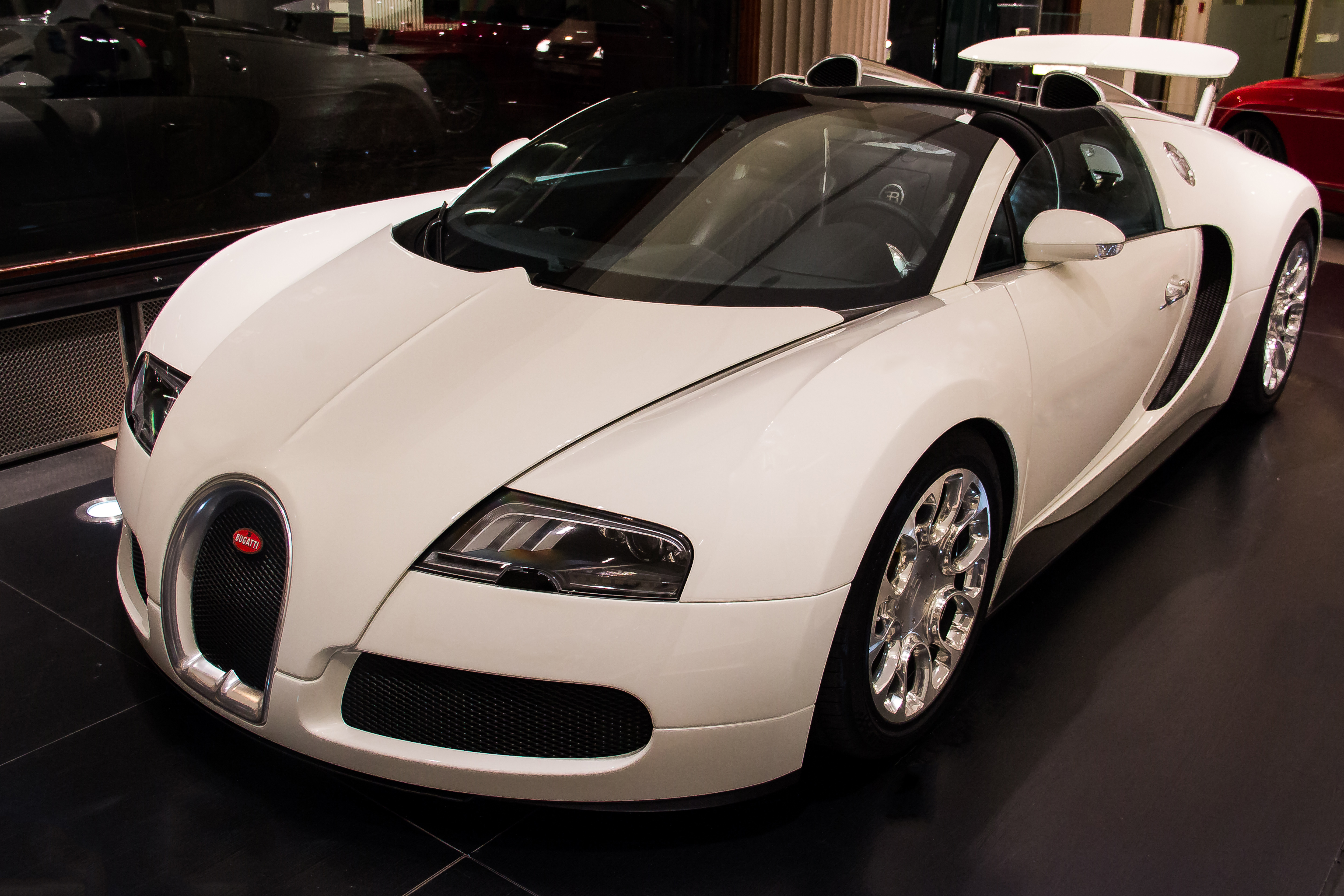
Bugatti Veyron Grand Sport

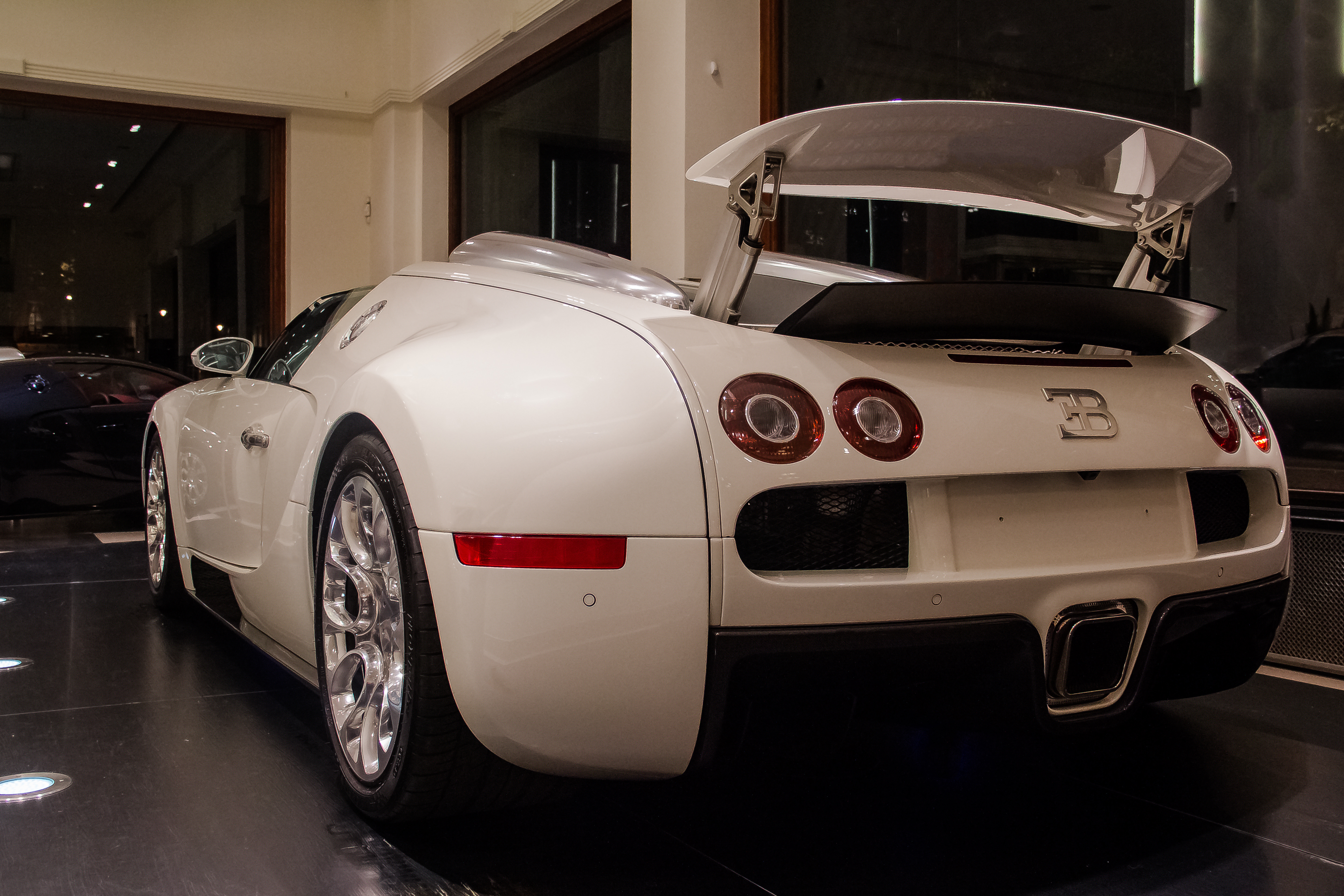
Bugatti Veyron Grand Sport - tył

### Rozwój
Technologię przyszłego modelu Veyron po raz pierwszy rozpoczęto testować w 1999 roku, kiedy to zbudowano samochód koncepcyjny EB 18/3 Chiron. Cechą charakterystyczną tego studium było zastosowanie większego silnika typu W18 z trzema głowicami po 6 cylindrów każda. Kolejnym ważnym prototypem, tym razem będącym już bezpośrednią zapowiedzią Veyrona, był zaprezentowany jesienią 1999 roku podczas Tokyo Motor Show prototyp Bugatti EB 18/4 Veyron przedstawiający kluczowe cechy stylistyki przyszłego seryjnego samochodu.
Podczas targów motoryzacyjnych w Genewie w 2001 roku ówczesny prezes koncernu Volkswagen Group Ferdinand Piëch ogłosił, że planowany pierwszy seryjny model Bugatti będzie najszybszym, najmocniejszym i najdroższym seryjnym samochodem w historii z parametrami przekraczającymi granicę 1000 KM i 400 km/h prędkości maksymalnej. Pod koniec 2001 roku Bugatti ogłosiło, że samochód, oficjalnie zostanie nazwany Bugatti Veyron na cześć kierowcy wyścigowego Pierre'a Veyrona, który ścigając się dla firmy Bugatti wygrał 24-godzinny wyścig Le Mans w 1939 roku. Początek produkcji określono wówczas na rok 2003, jednak w trakcie rozwoju napotykano na szereg poważnych problemów. Osiągnięcie wymaganej prędkości maksymalnej okazało się bardzo trudne – jeden prototyp został zupełnie zniszczony w wypadku, a inny wypadł z toru podczas publicznej demonstracji na torze wyścigowym Laguna Seca. Ze względu na te i inne wydarzenia, termin wprowadzenia auta do produkcji seryjnej uległ ostatecznie ponad dwuletniemu opóźnieniu.

### Premiera
Ostatecznie, po trwającym 6 lat procesie konstrukcyjnym seryjne Bugatti Veyron miało swoją światową premierę jesienią 2005 roku podczas Tokyo Motor Show. Za projekt stylistyczny, który formował się od 1999 roku, odpowiedzialny był słowacki stylista Jozef Kabaň, nadając Veyronowi szereg rozwiązań stylistycznych, które później stały się charakterystyczne dla innych konstrukcji Bugatti. Obłe nadwozie o smukłych proporcjach wykonane zostało z użyciem włókna węglowego, a tylną część nadwozia zwieńczyły dwa spojlery o regulowanym zakresie nachylenia. Do wykończenia kabiny pasażerskiej wykorzystana została mieszanka skóry oraz aluminium, które pokryło w całości panel konsoli centralnej.
Zamiast silnika W18 model produkcyjny wyposażono w silnik W16 w układzie podwójnego V. Jednostka ta, po raz pierwszy zastosowana w prototypie Bentley Hunaudières z 1999 roku, otrzymała cztery turbosprężarki produkując deklarowaną moc 1001 KM (736 kW). Przyśpieszenie od 0 do 100 km/h zajmuje 2,5 sekundy, z kolei prędkość maksymalna Veyrona wyniosła 406 km/h, kwalifikując go w połowie pierwszej dekady XXI wieku jako najszybszy samochód świata.

### Veyron Grand Sport

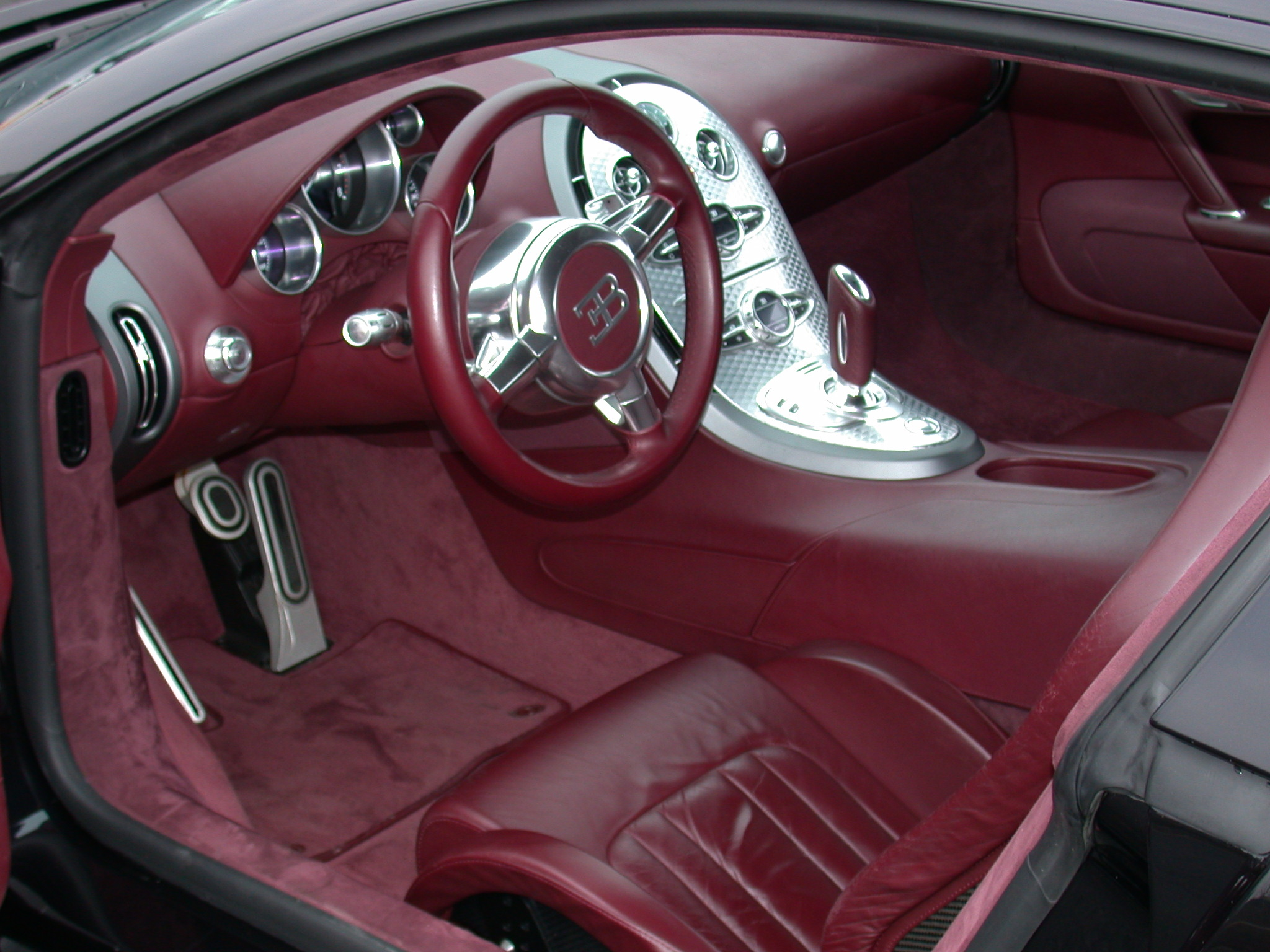
Bugatti Veyron - kabina pasażerska

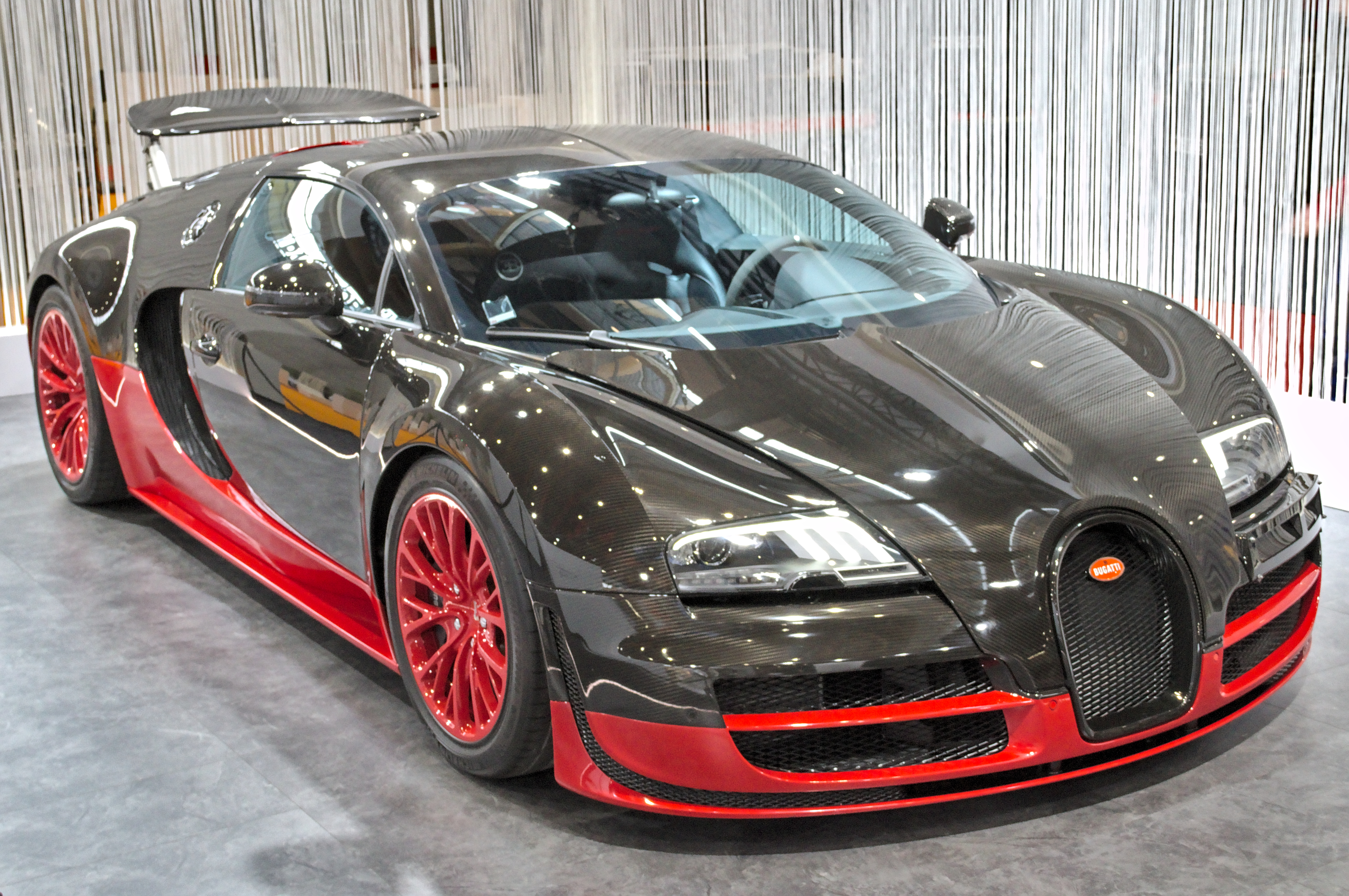
Bugatti Veyron Super Sport

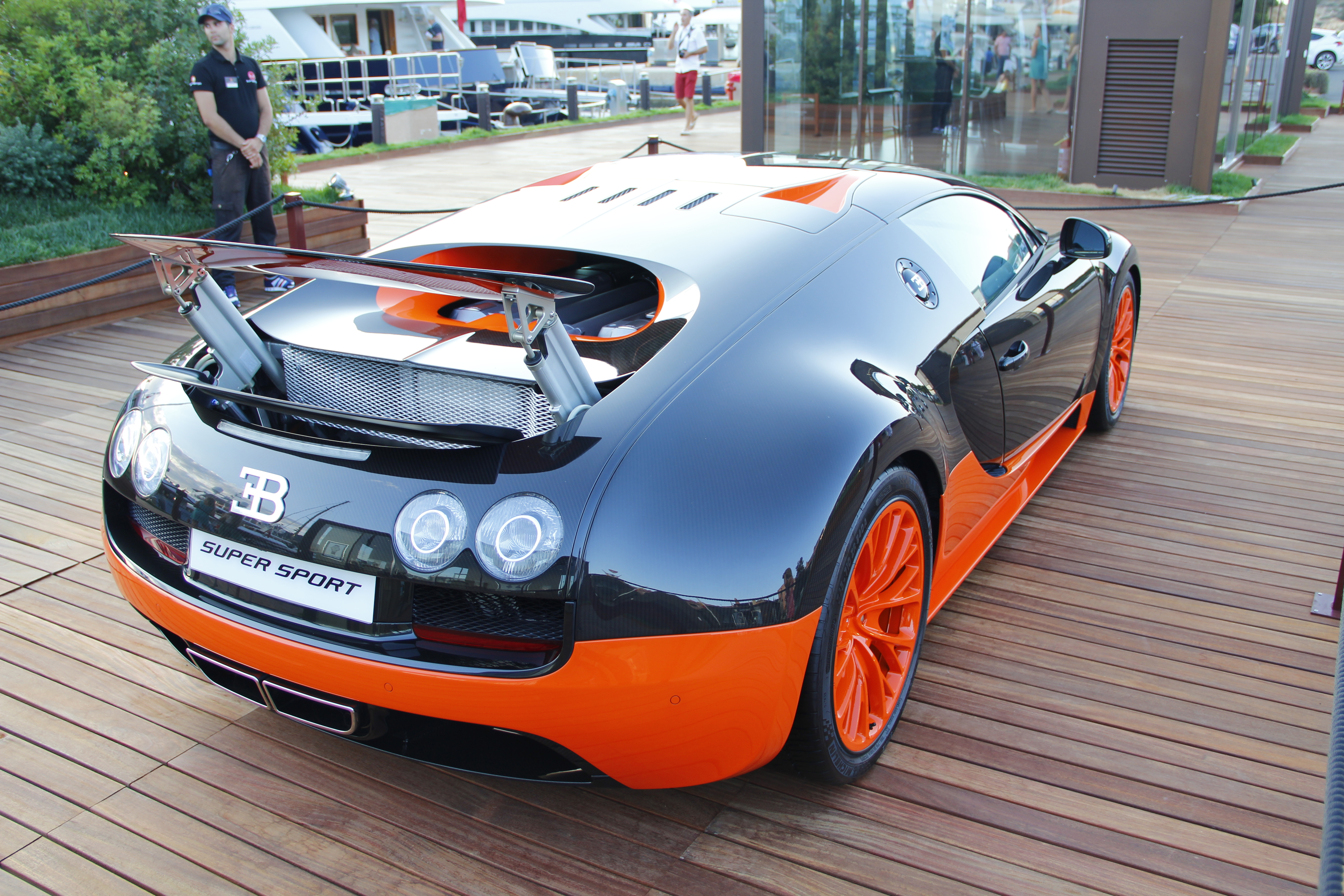
Bugatti Veyron Super Sport - tył

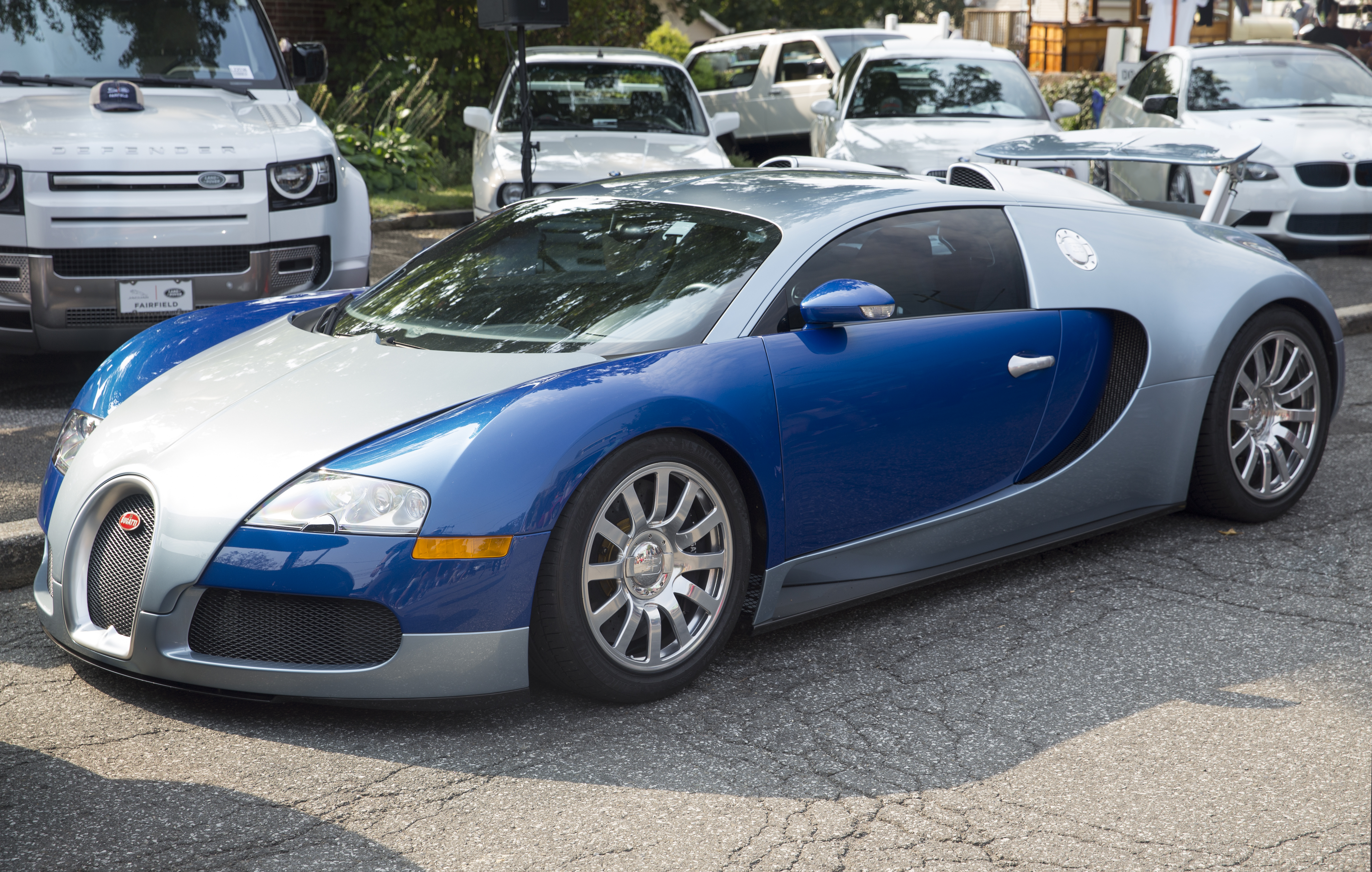
Bugatti Veyron w USA

W sierpniu 2008 roku gama wariantów nadwoziowych Veyrona została poszerzona o odmianę Grand Sport typu targa, z otwieranym dachem pomiędzy krawędzią przedniej szyby a obudową tylnych zagłówków. Pod kątem wizualnym samochód odróżnił się innymi wkładami reflektorów, z kolei pod względem techniki zachowano takie same parametry 8-litrowej jednostki napędowej W16 o mocy 1001 KM. Samochód powstał w limitowanej puli ograniczonej do 150 sztuk.

### Veyron Super Sport
W 2010 roku została przedstawiona specjalna wersja Bugatti Veyrona o nazwie Super Sport, której produkcja została ograniczona do 30 egzemplarzy. Samochód został przeprojektowany pod kątem wyglądu reflektorów oraz maski. Prócz tego, zmiany objęły również silnik. Jego moc została zwiększona z 1001 do 1200 KM. We wnętrzu nowego Veyrona wykorzystano w wielu miejscach włókna węglowe, dzięki czemu udało się zmniejszyć masę o 300 kg. Po tych zabiegach i podniesieniu momentu obrotowego do 1500 Nm, inżynierom Bugatti udało się osiągnąć przyśpieszenie od 0 do 100 km/h w czasie 2,2 s. Pierwszy Veyron Super Sport został przygotowany do bicia rekordu, osiągnął prędkość 431,072 km/h (267,856 mph). Prędkość ta została wpisana do Księgi Rekordów Guinnessa. 
Pierwsze pięć samochodów ze specjalnej edycji zostało skonfigurowanych identycznie jak rekordowy egzemplarz Super Sport. Powstały one pod nazwą World Record Edition. W pozostałych autach maksymalna prędkość została elektronicznie ograniczona do 415 km/h. Super Sport to oficjalnie najszybszy samochód na świecie, produkowany seryjnie. Prowadzony przez chińskiego kierowcę wyścigowego Anthony'ego Liu, Bugatti Veyron GS Vitesse ustanowił rekord świata prędkości produkcyjnego auta z otwartym nadwoziem – 408,84 km/h. Rekordowa prędkość została oficjalnie zatwierdzona przez niemiecką organizację TÜV.
Wersja Super Sport modelu Veyron jest jednym z najszybszych dopuszczonych do ruchu ulicznego samochodów osobowych na świecie, zmierzona prędkość maksymalna wynosi 431,072 km/h. Pobity został wówczas rekord ustanowiony przez SSC Ultimate Aero TT, wynik uzyskany przez Bugatti został jednak unieważniony 9 kwietnia 2013 roku z powodu zdjęcia ogranicznika prędkości w konkursowym egzemplarzu. W późniejszym czasie rekord został przywrócony – uznano, że ogranicznik prędkości nie ingeruje w główne założenia konstrukcyjne samochodu oraz jego silnik.
Podstawowa wersja pojazdu osiągnęła prędkość 408,47 km/h. 6 kwietnia 2013 roku wersja Grand Sport Vitesse osiągnęła najwyższą prędkość w kategorii samochodów z otwartym nadwoziem – było to 408,84 km/h (średnia z dwóch przejazdów).

### Sprzedaż
Produkcja Bugatti Veyrona rozpoczęła się tuż po prezentacji w Tokio, w listopadzie 2005 roku. Zajęły się nią nowo wybudowane zakłady produkcyjne we francuskim Molsheim w Alzacji. Koszt zakupu samochodu wynosił 1 milion dolarów, z kolei koszty związane z produkcją były sześciokrotnie wyższe - szacując je na ok. 6 milionów dolarów. Podczas trwającej 10 lat produkcji powstało łącznie 450 sztuk Veyrona w odmianie coupé oraz 150 egzemplarzy otwartego wariantu Grand Sport. Ostatni egzemplarz francuskiego hipersamochodu sprzedany został w lutym 2015 roku klientowi z Bliskiego Wschodu, a samo Bugatti przedstawiło ten egzemplarz razem z pierwszą zbudowaną sztuką w marcu 2015 roku podczas Geneva Motor Show. W marcu 2009 roku odnotowano, że w Polsce zarejestrowany został co najmniej 1 egzemplarz Veyrona.

### Dane techniczne
| Parametry                               | Bugatti Veyron |
| --------------------------------------- | --- |
| Typ silnika:                            | umieszczony centralnie, 2x2 DOHC 64-zaworowy 4 katalizatory, układ wydechowy wykonany w całości z aluminium                                                      |
| Silnik:                                 | W16 15°/90°, cztery turbosprężarki, 4 zawory na cylinder aluminiowy blok i głowice, bezpośredni wtrysk paliwa, 4 chłodnice cieczy, 1 chłodnica oleju silnikowego |
| Pojemność skokowa (cm³):                | 7993 cm³ (8.0 l) |
| Średnica cylindra x skok tłoka (mm):    | 86 × 86,05 mm |
| Moc maksymalna:                         | 1001 i 1200 KM przy 6000 obr./min |
| Moc z 1000 cm³ (KM):                    | 125,1 KM |
| Stosunek mocy do masy:                  | 530,2 KM/t |
| Max. moment obrotowy:                   | 1250 i 1500 Nm przy 2200-5500 obr./min |
| Stopień sprężania:                      | 9,0 : 1 |
| Skrzynia biegów / przełożenia:          | 7-biegowa półautomatyczna DSG, napęd 4x4 – Haldex 1 – 3.176:1; 2 – 2.263:1; 3 – 1.667:1; 4 – 1.290:1; 5 – 1.057:1; 6 – 0.878:1; 7 – 0.795:1; wsteczny – 3.579:1  |
| Układ hamulcowy:                        | karbonowo-ceramiczne hamulce tarczowe, wentylowane, ABS Średnica tarcz – przód: Ø 400 mm / tył: Ø 380 mm                                                         |
| Karoseria/nadwozie:                     | Wykonane z włókna węglowego, aluminium, magnezu, stali, tytanu oraz włókna szklanego                                                                             |
| Wymiary długość x szerokość x wysokość: | 4462 × 1998 x 1159 mm |
| Rozstaw osi:                            | 2710 mm |
| Rozstaw kół przód / tył:                | 1723 / 1632 cm |
| Opony/Felgi:                            | Felgi – aluminiowe Opony – Michelin – przód: 265–680 ZR 500A / tył: 365–710 ZR 540A Z indeksem prędkości pow. 400 km/h                                           |
| Zbiornik paliwa:                        | 100 l |
| Masa własna:                            | 1888 kg |
| Prędkość maksymalna:                    | 407,8 km/h |
| Droga hamowania                         | |
| 100-0                                   | 31,4 m |
| 200-0                                   | 126 m |
| 300-0                                   | 283 m |
| 400-0                                   | 540 m |
| Przyśpieszenie                          | |
| 0 – 100 km/h:                           | 2,5 s |
| 0 – 160 km/h:                           | 4,5 s |
| 0 – 200 km/h:                           | 7,3 s |
| 0 – 300 km/h:                           | 16,7 s |
| 0 – 400 km/h:                           | 55,6 s |
| Ćwierć mili:                            | 10,4 s. |
| Zużycie paliwa na 100 km                | |
| Cykl miejski:                           | 40,4 l |
| Cykl pozamiejski:                       | 14,7 l |
| Cykl mieszany:                          | 24,1 l |
| Przy prędkości maksymalnej              | 125 l |

### Osiągi

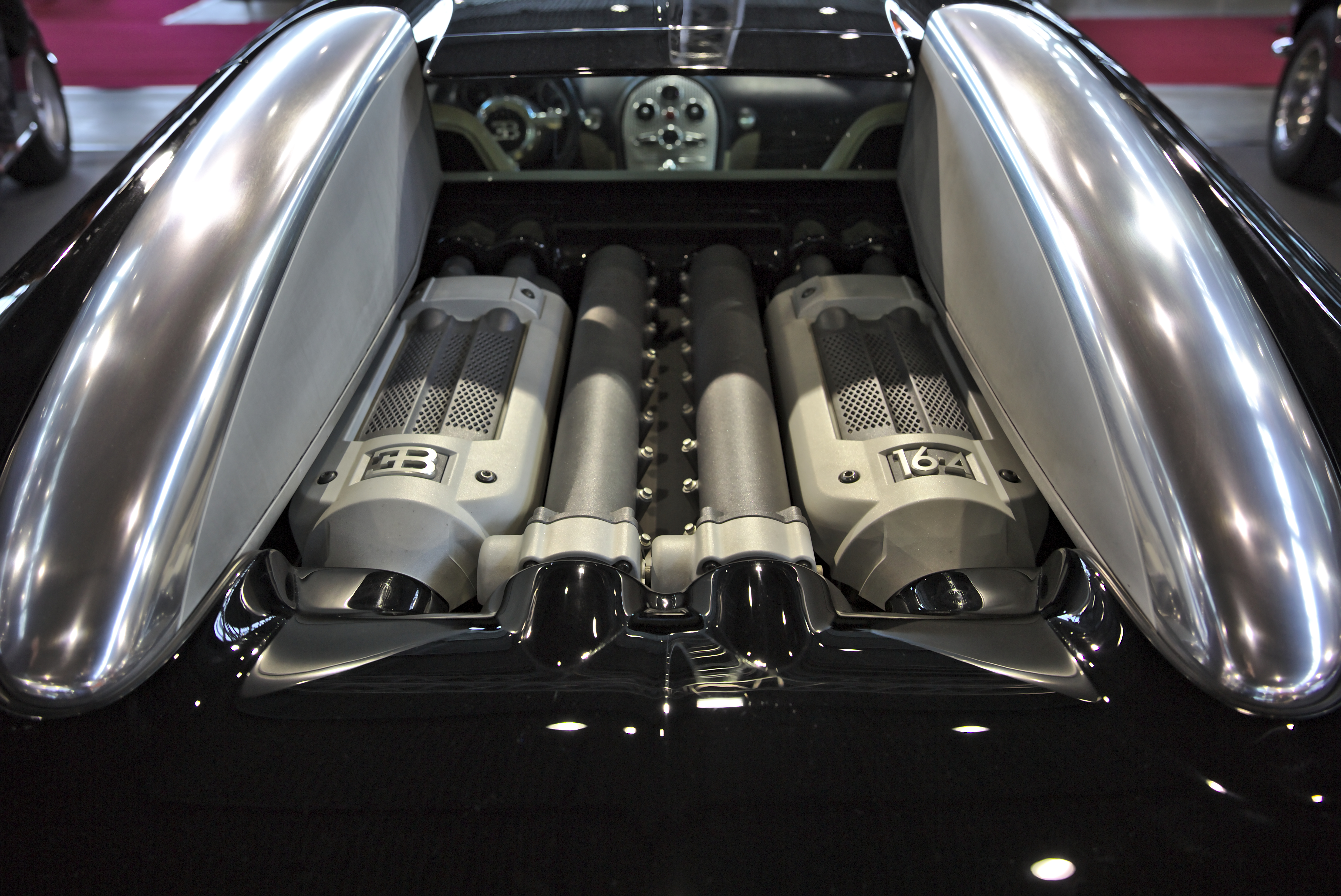
Bugatti Veyron - komora silnika

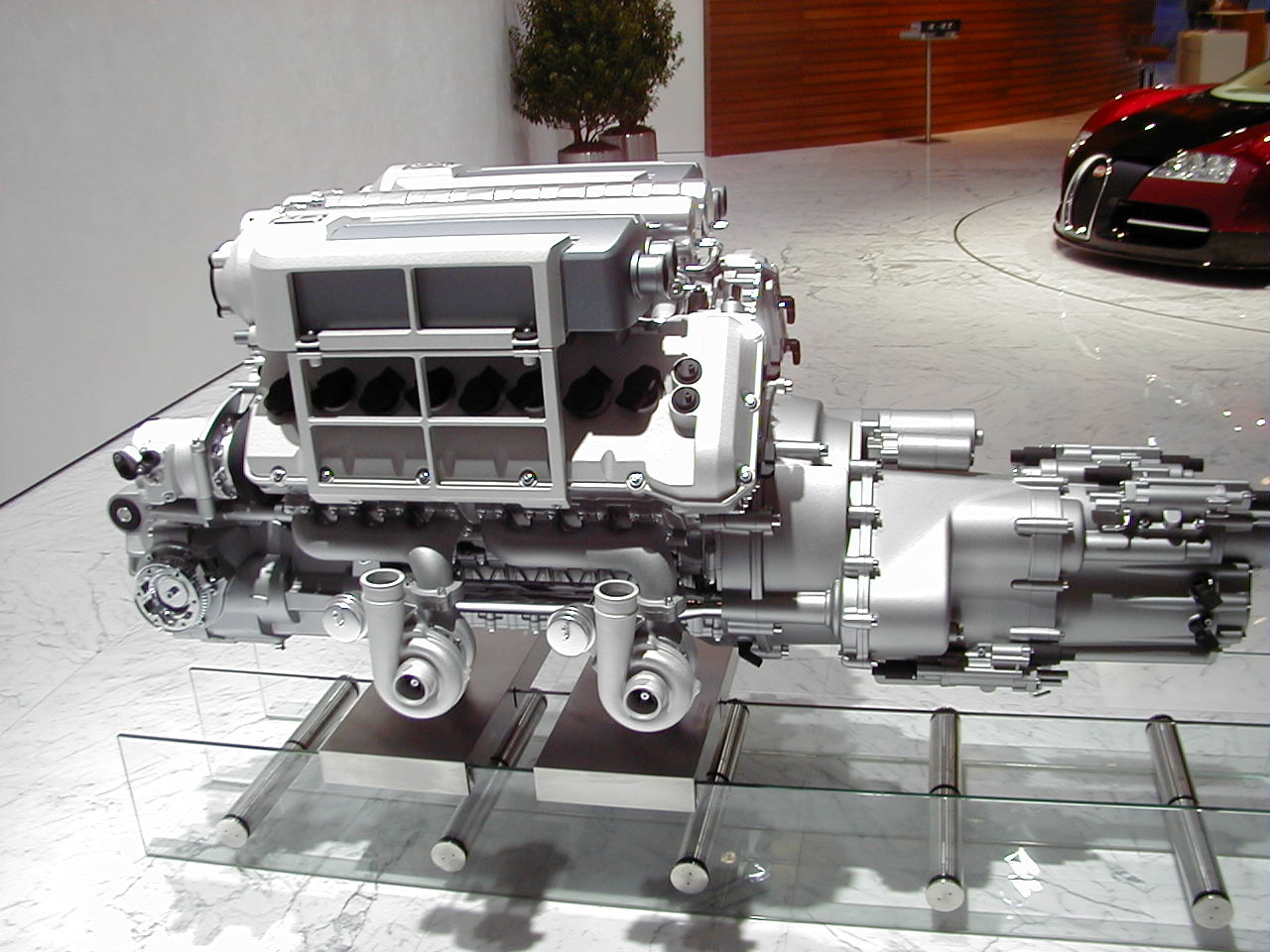
silnik W16 8.0l

Prędkość maksymalna Bugatti Veyron początkowo miała wynosić 406 km/h, jednak egzemplarze testowe były niestabilne przy tak wielkiej prędkości, co wymusiło przeprojektowanie aerodynamiki auta. W maju 2005 roku prototypowy Veyron, testowany na torze Volkswagena niedaleko Wolfsburga w Niemczech osiągnął elektronicznie ograniczoną prędkość 400 km/h. W październiku 2005 roku, redaktor magazynu Top Gear James May, testował ostateczną wersję Veyrona. W tym teście, na torze testowym Ehra-Lessien Volkswagen AG, pojazd osiągnął prędkość maksymalną 407,8 km/h.
Bugatti Veyron przyspiesza od 0 do 100 km/h w 2,5 sekundy. Prędkości 200 i 300 km/h osiąga odpowiednio w 7,3 i 16,7 sekund. Te osiągi czynią Veyrona obok Dauera Le-Mans 962 jednym z najszybciej przyspieszających samochodów seryjnych w historii. Wyraźnie pobił go pod tym względem jego bezpośredni konkurent, szwedzki Koenigsegg One:1. Spalanie ma także najwyższe ze wszystkich produkcyjnych aut, zużywając średnio 40,4 l paliwa na 100 km w cyklu miejskim i 24,1 l/100 km w cyklu mieszanym, a na trasie 14,7 l. Przy maksymalnej prędkości samochód spala ok. 125 l/100 km – a to oznacza, że jego 100 litrowy zbiornik wystarcza na niespełna 12 minut jazdy (albo na przejechanie około 80 km). Prędkość maksymalna przy ustawieniach do jazdy codziennej to 375 km/h. Gdy samochód przekroczy 220 km/h, hydraulika obniża samochód aż prześwit zmniejszy się do 8,9 cm. Jednocześnie wysuwa się tylne skrzydło ze spojlerem. To tryb jazdy codziennej, w którym tylne skrzydło zapewnia potężną siłę docisku do podłoża (3425 N), pomagającą utrzymać samochód na drodze. Tryb jazdy z maksymalną prędkością (407,8 km/h), bez ogranicznika prędkości, jest możliwy jedynie po zdjęciu jej blokady, poprzez przekręcenie kluczyka w zamku znajdującym się w futrynie drzwi kierowcy. Czynność tę można wykonać wyłącznie podczas postoju, ponieważ wymaga ona wyjęcia kluczyka ze stacyjki. W trybie z odblokowanym ogranicznikiem prędkości maksymalnej tylny spojler nie wysuwa się, przednie dyfuzory się zamykają, a prześwit zmniejsza się ze standardowych 12,4 do 6,6 cm. Funkcję tę ograniczono elektronicznie, aby zmniejszyć ryzyko uszkodzenia opon.
W Veyronie zastosowano wyjątkowe nawiercane i wentylowane tarcze hamulcowe wykonane z włókna węglowego, które zasysają zimne powietrze aby zredukować fading. Każdy zacisk hamulcowy ma osiem tytanowych tłoczków. Bugatti twierdzi, że samochód hamuje z opóźnieniem 1,3 g (12,75 m/s²) na drogowych oponach. Prototypy poddawano testom powtarzającego się hamowania z opóźnieniem 1 g, hamując z 320 do 80 km/h bez fadingu. Biorąc pod uwagę potężne przyspieszenie samochodu, taki test mógł być przeprowadzany co 22 sekundy. Przy prędkościach ponad 220 km/h tylne skrzydło zachowuje się jak hamulec aerodynamiczny, ustawiając się pod kątem 70° w ciągu 0,4 sekundy od naciśnięcia na pedał hamulca. Zapewnia ono opóźnienie podczas hamowania dochodzące do 0,6 g (5,88 m/s²). Bugatti twierdzi, że pojazd jest w stanie się całkowicie zatrzymać z prędkości maksymalnej w czasie poniżej 10 sekund. Siła hamowania jest tak równo rozkładana na każde koło, że samochód nie zboczy z toru jazdy, gdy kierowca puści kierownicę, nawet hamując z prędkości bliskiej maksymalnej.

## Wersje specjalne

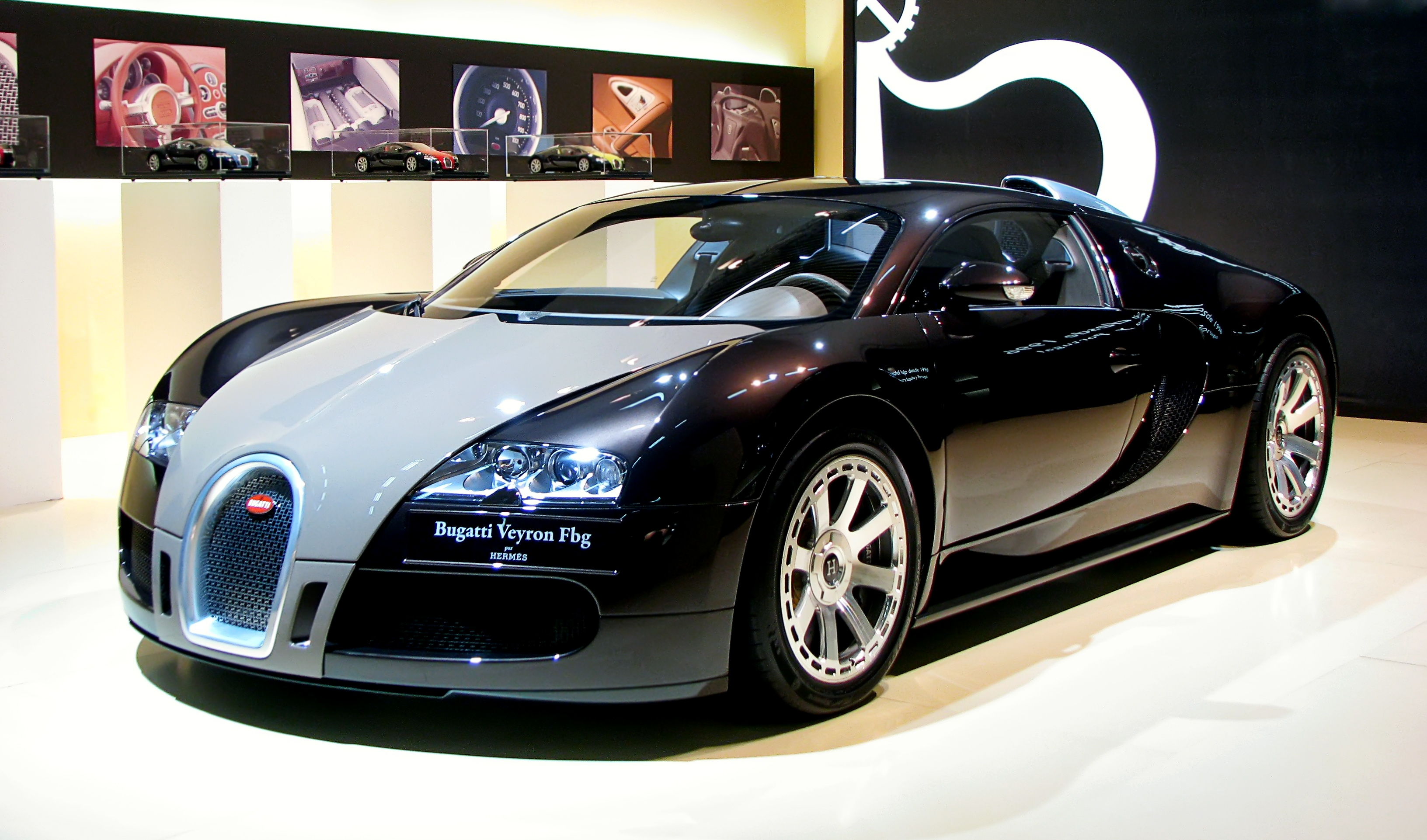
Bugatti Veyron FGB Hermes

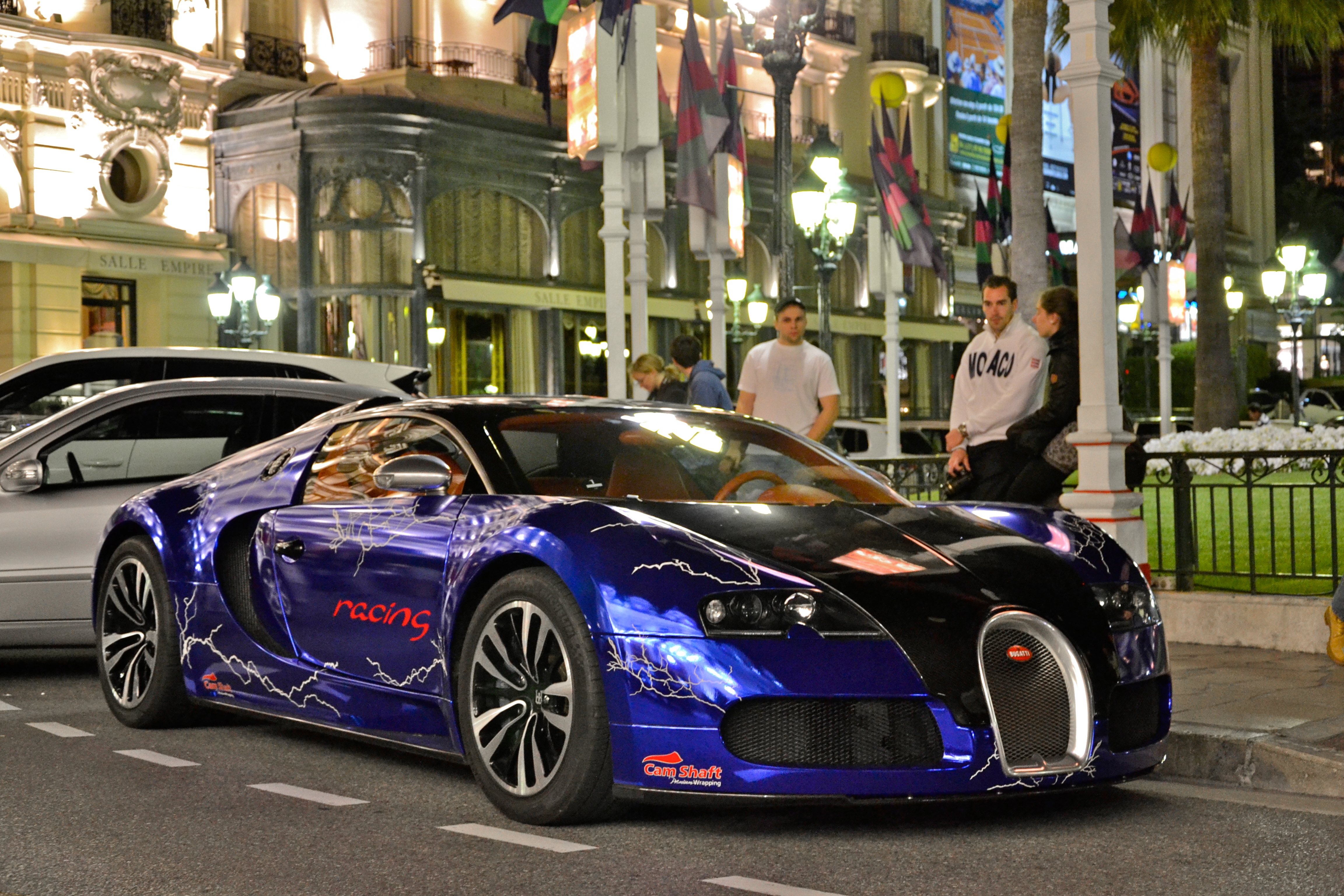
Bugatti Veyron Sang Noir

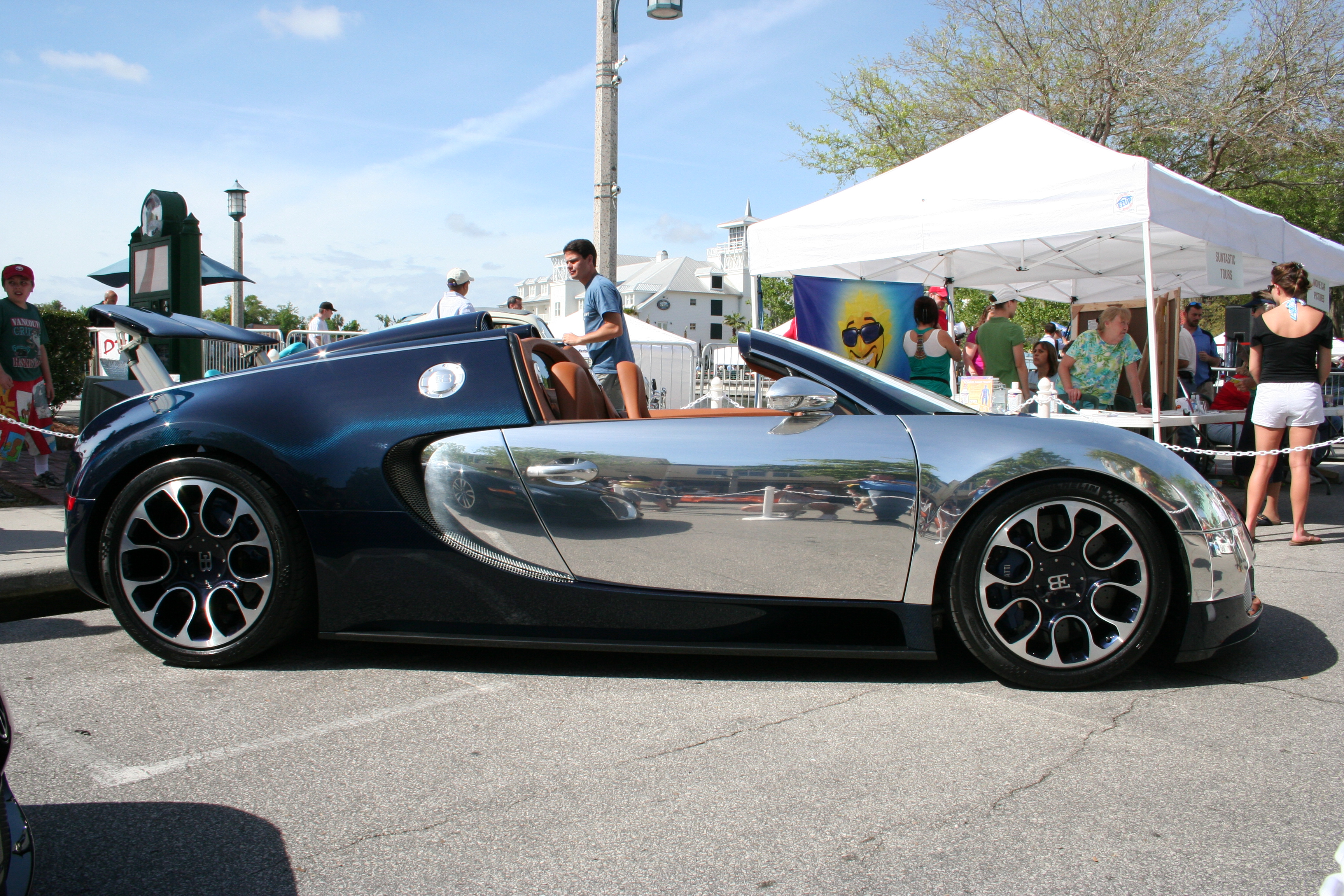
Bugatti Veyron Grand Sport Sang Bleu

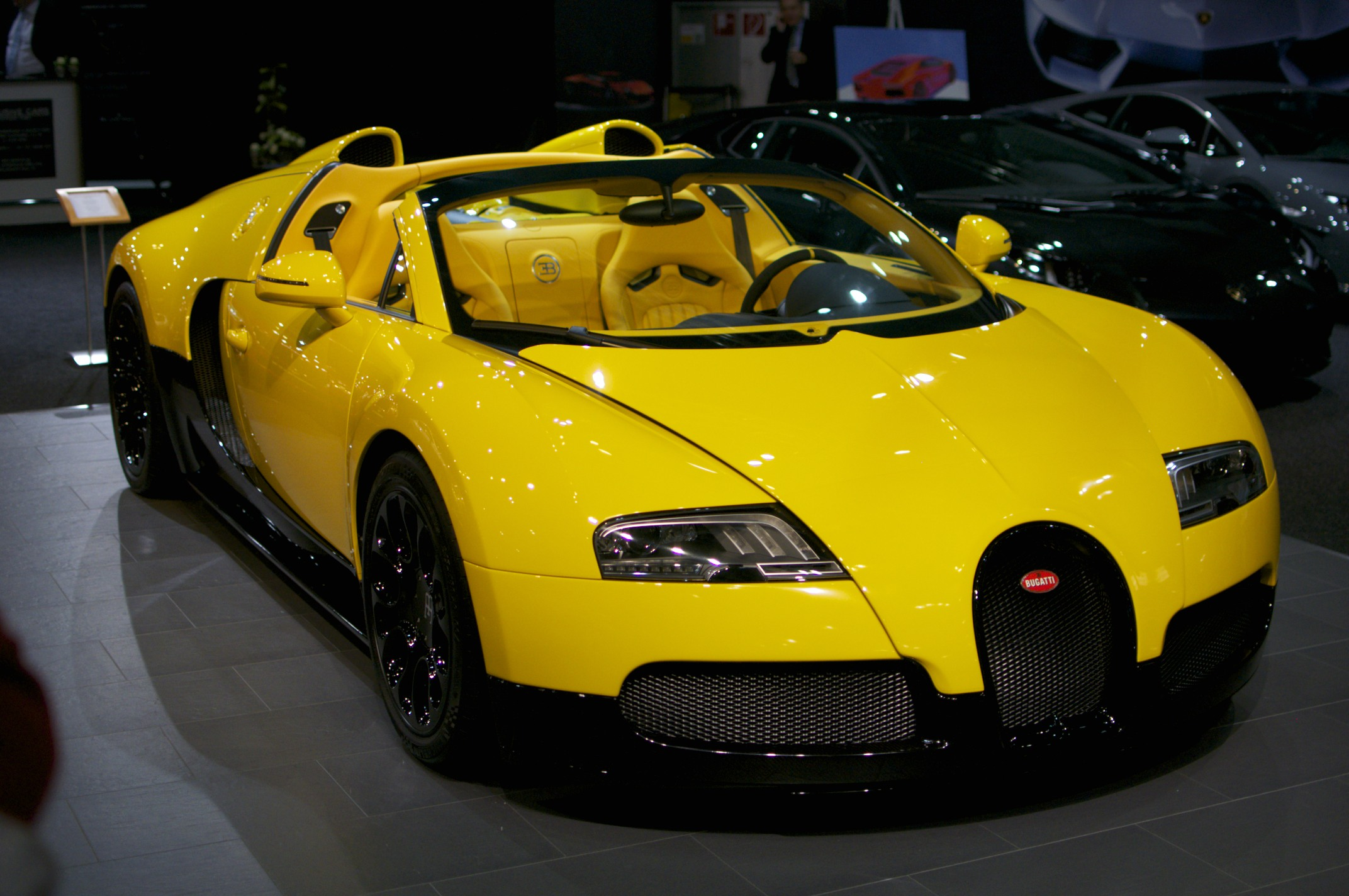
Bugatti Veyron Grand Sport Black & Yellow

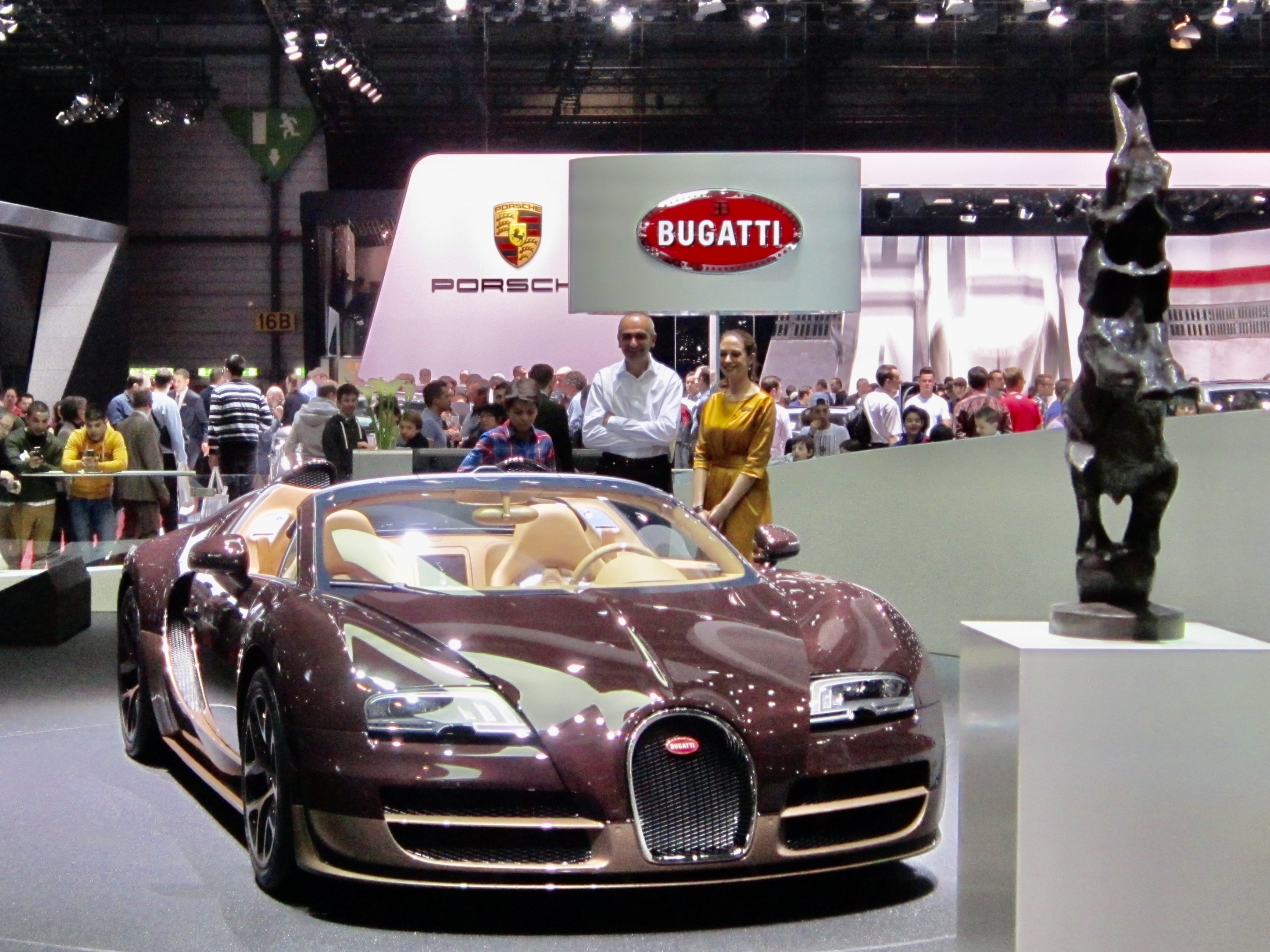
Bugatti Veyron Grand Sport Vitesse Rembrandt

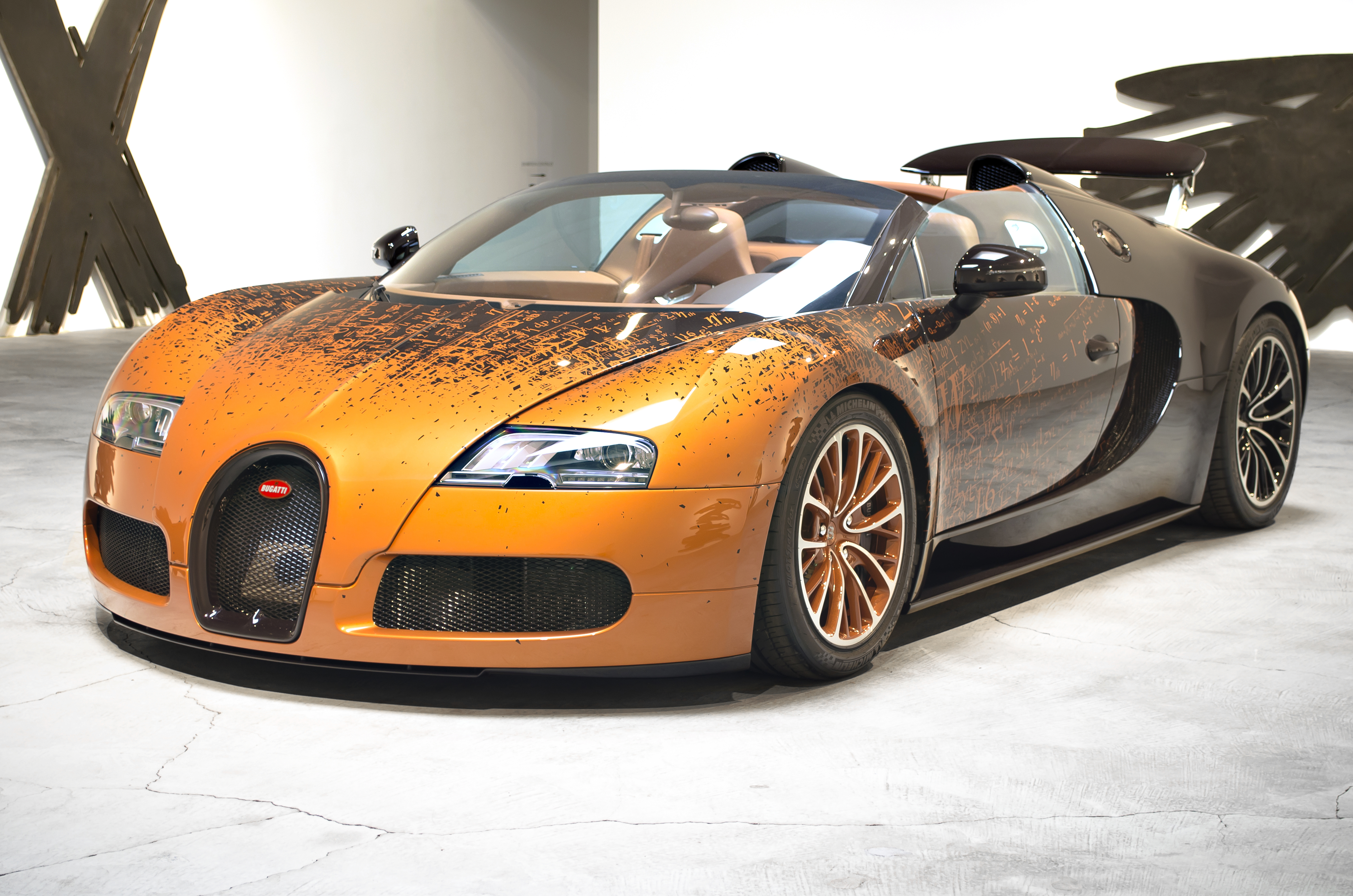
Bugatti Veyron Vened Edition

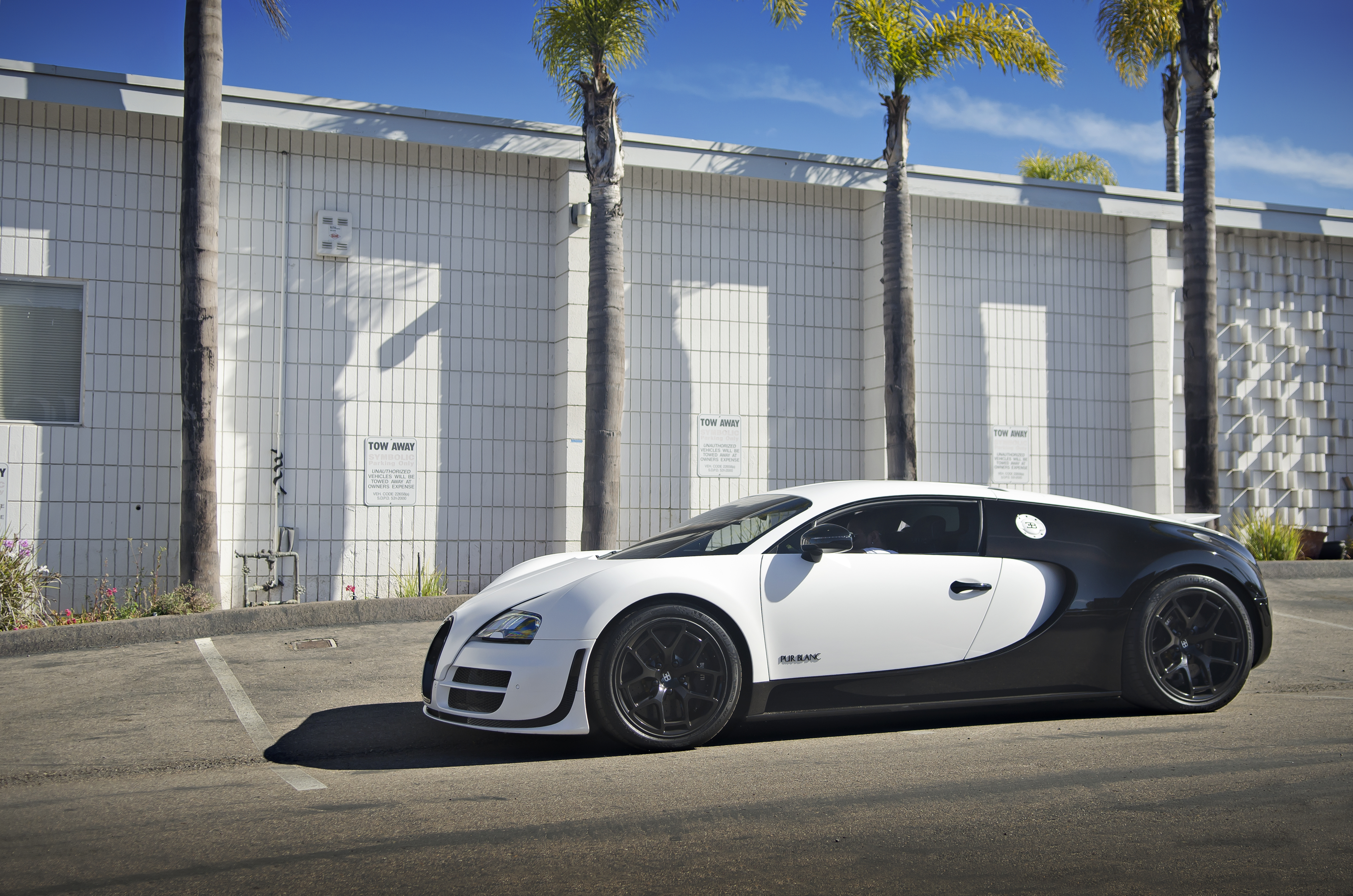
Bugatti Veyron Pur Blanc

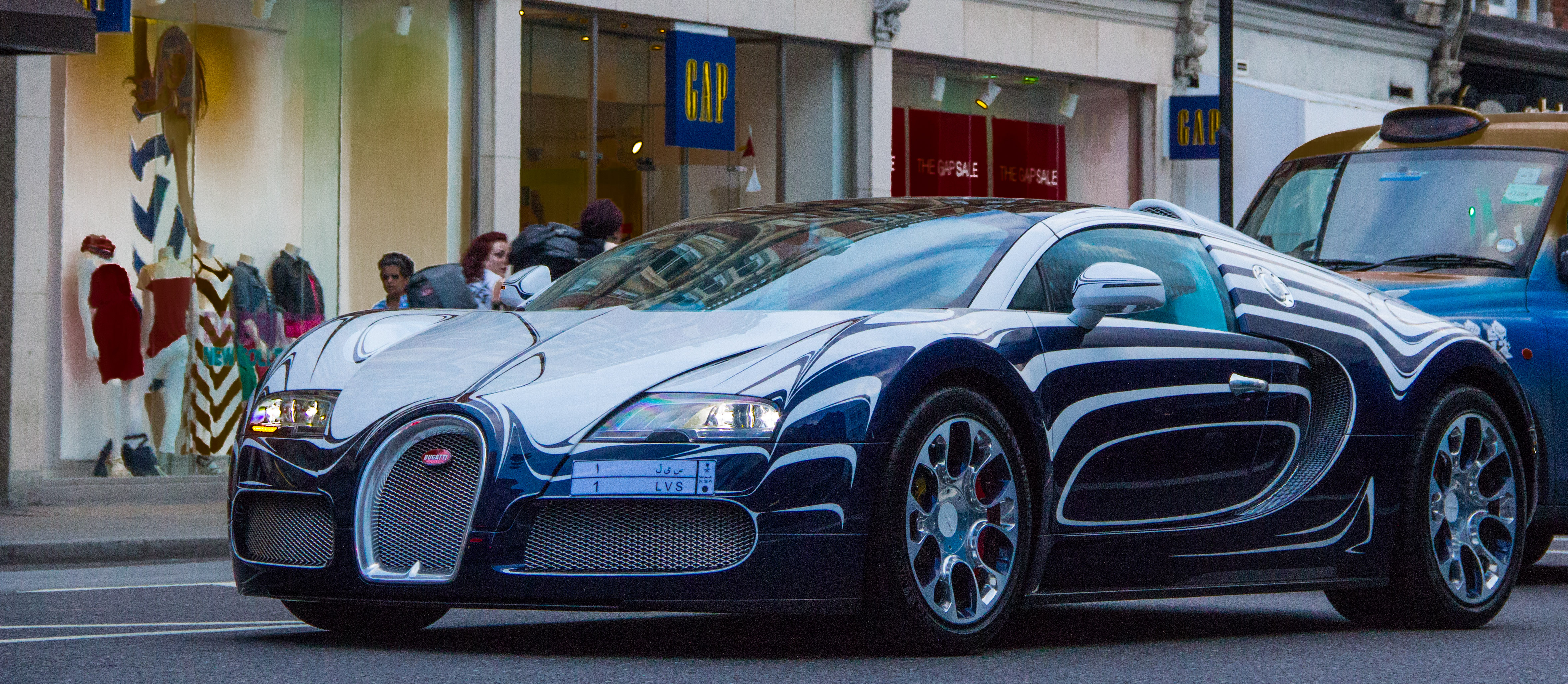
Bugatti Veyron L'Or Blanc

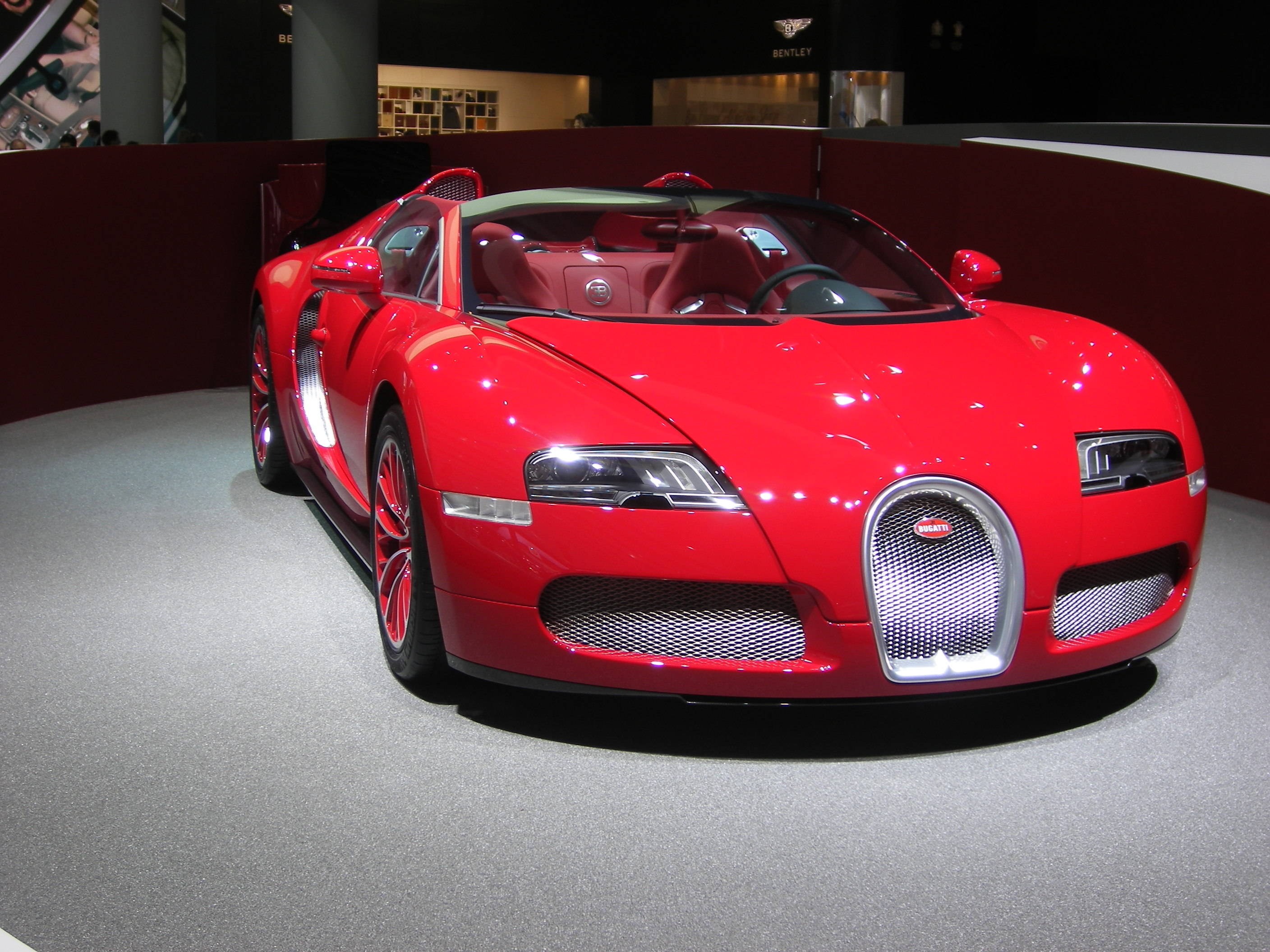
Bugatti Veyron Red Edition

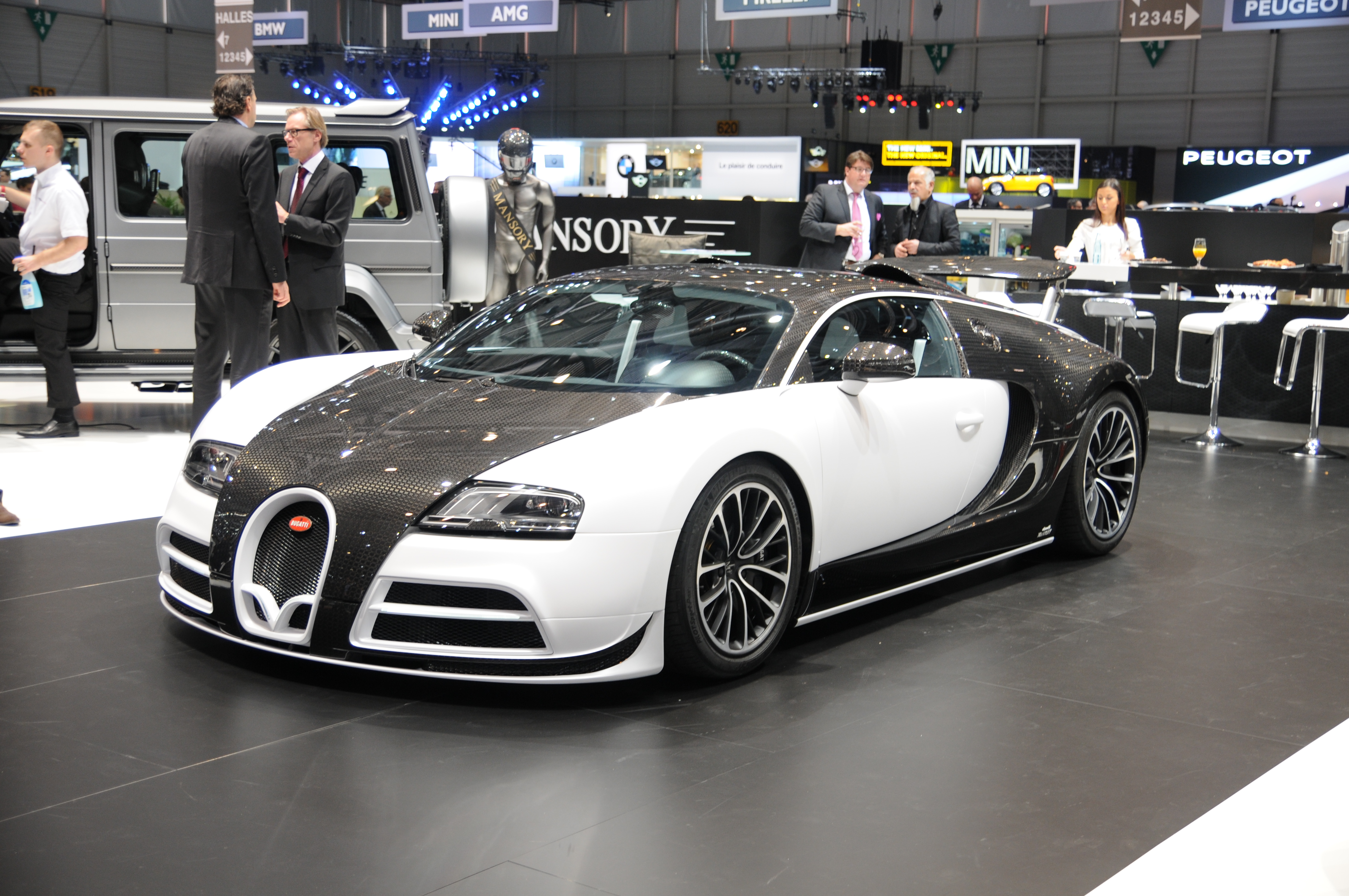
Bugatti Veyron Mansory

- Bugatti 16.4 Veyron Pur Sang (2007)

Specjalna wersja powstała w 2007 roku w jedynie pięciu egzemplarzach. Auto nie zostało pokryte lakierem (widać budulec – aluminium i włókno węglowe).
- Bugatti Veyron FBG Hermes (2008)

Ta odmiana modelu powstała ze współpracy firm Bugatti i Hermes. Pełna nazwa tego modelu brzmi Bugatti Veyron FBG par Hermes. Auto ma specyficzny kolor lakieru, czym różni się od tradycyjnego Veyrona, ale zmiany objęły również wnętrze, gdyż kolor zewnętrzny współgra z nowym wystrojem wnętrza samochodu. Nowe są również felgi – aluminiowe, z literą "H" pośrodku. Bugatti wyprodukowało 5 egzemplarzy tego auta; cena każdego z nich to 1 550 000 euro netto.
- Bugatti Veyron Sang Noir (2008)

Nazwa "Sang Noir" w wolnym tłumaczeniu znaczy "czarna krew". Model ten, to zwykły Veyron coupé, ale w tym modelu praktycznie cała karoseria jest pokryta czarnym lakierem; w tym część to włókno węglowe. Wnętrze tej odmiany Veyrona jest pomarańczowe, prócz konsoli centralnej, oraz kilku innych fragmentów m.in. deski rozdzielczej. Zmieniono również felgi; pochodzące z palety modelu Grand Sport.
- Bugatti Veyron Mirror (2008)

Edycja specjalna, która wystawiona została w 2008 roku w niemieckim muzeum motoryzacyjnym Autostadt w Wolfsburgu, wyróżniła się charakterystycznym pokryciem nadwozia lustrzaną, odbijającą srebrną folią.
- Bugatti Veyron Bleu Centenaire (2009)

Wersja powstała w 2009 roku w celu uczczenia 100-lecia istnienie marki Bugatti. Karoserię pojazdu pokryto dwukolorowym lakierem.
- Bugatti Veyron L’Edition Centenaire (2009)

W 2009 roku powstały cztery egzemplarze modelu Veyron o nazwie L'Edition Centenaire, które pomalowane zostały na wzór legendarnego modelu Type 35 z lat 20. XX wieku.
- Bugatti Veyron GS Sang Bleu (2009)

Bugatti Veyron GS Sang Bleu jest to wersja Grand Sport w innym zestawieniu kolorów zewnętrznych: niebieskie włókno węglowe oraz polerowane aluminium. Zmieniło się również wnętrze; nowo opracowane wykończenie ze skóry. Silnik jest ten sam, co w normalnym Veyronie i Grand Sport: turbodoładowany W16 o mocy 1001 KM.
- Bugatti Veyron Grand Sport Sang Blanc

Auto powstałe w 1 egzemplarzu przygotowanym na specjalne zamówienie klienta z Wielkiej Brytanii.
- Bugatti Veyron Grand Sport Royal Dark Blue (2010)[26]

Specjalny egzemplarz przedstawiony w marcu 2010 roku wyróżnił się konstrastowym, biało-niebieskim malowaniem nadwozia. Kosztujący 1,75 miliona samochód powstał w jednym egzemplarzu na specjalne zamóiwenie.
- Bugatti Veyron Grey Carbon Special Edition (2010)[26]

Zaprezentowana równolegle z Royal Dark Blue edycja specjalna również powstała na specjalne zamówienie klienta, tym razem opierając się o odmianę coupe i zyskując dwutonowe, szaro-aluminiowe malowanie nadwozia.
- Bugatti Veyron Super Sport World Record Edition (2010)

Pierwsze pięć samochodów ze specjalnej edycji Veyrona skonfigurowane podobnie jak egzemplarz Super Sport, którym pobito rekord prędkości 431,072 km/h.
- Bugatti Veyron Grand Sport Vitesse Rafale (2012)

Podczas targów motoryzacyjnych w São Paulo w 2012 roku zaprezentowano specjalną odmianę Rafale utrzymaną w charakterystycznym, jednotonowym malowaniu nadwozia.
- Bugatti Veyron Grand Sport Venet (2012)

Samochód otrzymał nietypowe, dwubarwne malowanie nadwozia, które zyskało czarno-pomarańczową barwę. Pomarańczową toń utworzył motyw cyfr i liczb, nawiązując do twórczości francuskiego artysty Bernara Veneta.
- Bugatti Veyron Grand Sport L'Or Blanc (2011)

Edycja specjalna przedstawiona w czerwcu 2011 roku powstała w wyniku współpracy Bugatti z niemieckim producentem porcelany Königliche Porzellan-Manufatur. Poza wykończeniem nadwozia lustrzaną folią, w kabinie pasażerskiej umieszczono elementy ozdobne z porcelany.
- Bugatti Veyron Grand Sport Vitesse Legend Rembrandt Bugatti (2013)

Wersja zaprezentowana podczas targów motoryzacyjnych w Genewie w 2013 roku. Pojazd powstał dla uhonorowania brata założyciela przedwojennego Bugatti.
- Bugatti Veyron Grand Sport Vitesse Legend Jean Bugatti (2013)

Wersja, która powstała w 2013 roku specjalnie aby oddać hołd synowi założyciela marki Jeanowi Bugatti. Auto powstało w zaledwie 3 sztukach na bazie modelu Grand Sport. Do napędu służy 8,0-litrowa jednostka W16 o mocy 1200 KM z momentem obrotowym na poziomie 1500 Nm. Sprint od 0 do 100 km/h zajmuje w tym przypadku 2,6 sekundy. Wizualnie nowość wyróżnia się nadwoziem z włókna węglowego z czarną polerowaną powłoką. We wnętrzu znaleźć można całe połacie wysokogatunkowej skóry w odcieniach beżu i czekolady. Auto kosztowało 2,5 mln Euro.
- Bugatti Veyron Grand Sport Vitesse Legend Jean-Pierre Wimille (2013)

Wersja powstała w 2013 roku w trzech egzemplarzach, aby oddać hołd kierowcy, który pod koniec lat 30. XX wieku triumfował za kierownicą Bugatti 57G Tank w 24-godzinnym wyścigu Le Mans – Jean-Pierre Wimille'owi.
- Bugatti Veyron Grand Sport Vitesse Legend Meo Costantini (2013)

Wersja powstała w 2013 roku w trzech egzemplarzach, aby oddać hołd przyjacielowi założyciela marki Bartolomeo "Meo" Costantiniemu, który w 1935 roku za kierownicą Bugatti Type 35 dwukrotnie zwyciężył w wyścigu Targa Florio, a do 1935 roku był szefem zespołu wyścigowego Bugatti.
- Bugatti Veyron Grand Sport Vitesse Legend Black Bess (2014)

Wersja zaprezentowana w 2014 roku podczas Beijing Motor Show zainspirowana modelem marki Bugatti produkowanym w latach 1912 – 1914 pod nazwą Bugatti Type 18, które było najszybszym samochodom drogowym swoich czasów.
- Bugatti Veyron Grand Sport Vitesse Legend Ettore Bugatti (2014)

Wersja, która powstała w 2014 roku specjalnie, aby oddać hołd założycielowi marki Ettore Bugatti. Pojazd powstał w zaledwie 2 egzemplarzach na bazie modelu Grand Sport. Do napędu służy podobnie 1200-konna jednostka W16. Twórcy pojazdu wzorowali się na modelu Type 41 Royale z 1932 roku. Samochód wyróżnia się charakterystycznym, dwukolorowym malowaniem. Wnętrze pojazdu wykończono cielęcą skórą oraz barwionym na niebiesko włóknem węglowym. Auto kosztowało 2,35 mln Euro.
- Bugatti Veyron Grand Sport Vitesse '1 of 1' (2014)

Pojazd powstały w 1 egzemplarzu na specjalne zamówienie jednego z klientów z Singapuru. Auto wyróżnia się wyjątkowym, dwukolorowym malowaniem (czarno-żółte).